# 虎钤经
《虎钤经》是中国古代宋朝的一部军事学著作。

## 题解
《虎钤经》的作者为北宋的许洞。他花了四年时间编写而成。

## 评价
内容丰富，涉及了古代军事的各个方面。

## 版本
- 明覆宋刻本
- 李盛铎明刻本
- 明抄本
- 《范氏奇书》丛本
- 《四库全书》丛本
- 《粤雅堂丛书》本

## 体例
全书共20卷，210篇。
前十卷汇辑《孙子兵法》到《神机制敌太白阴经》的论述，并加上了自己的评述，后十卷多为兵家阴阳占卜之说。

## 参看
- 许洞
- 虎鈐經 20卷 (闕卷1至6) (1644)